# Ezri Konsa
Ezri Konsa Ngoyo (* 23. Oktober 1997 in Newham) ist ein englischer Fußballspieler. Der Innenverteidiger wurde in London bei Charlton Athletic ausgebildet und heuerte zur Saison 2019/20 in Birmingham bei Aston Villa in der Premier League an.

## Karriere

### Charlton Athletic
Der als Innenverteidiger ausgebildete Ezri Konsa begann seine fußballerische Laufbahn beim bekannten Londoner Amateurjugendklub Senrab FC, bevor er sich im Alter von elf Jahren der Nachwuchsabteilung von Charlton Athletic anschloss. Der Verein, der aus dem Jahrgang 1997 noch spätere bekannte Profis wie Joe Gomez und Ademola Lookman hervorbrachte, stattete Konsa im Juli 2014 mit einem Ausbildungsvertrag aus. Da dieser sich fortan gut entwickelte, folgte im Dezember 2015 der erste Profivertrag. Blieben in der Saison 2015/16 Bewährungsproben in der ersten Mannschaft noch aus, so fand er sich in der neu aufgebauten Mannschaft nach dem Abstieg in die drittklassige League One plötzlich dauerhaft in der Stammformation wieder. Nach seinem Debüt beim 0:1 im Ligapokal gegen Cheltenham Town am 9. August 2016 absolvierte er weitere 38 Pflichtspiele in der Spielzeit 2016/17. Dabei profitierte er gleichsam von seiner Vielseitigkeit, auch als Außenverteidiger eingesetzt werden zu können, als auch von zeitweiligen Verletzungssorgen im Abwehrzentrum, wie beispielsweise bei Jason Pearce und Patrick Bauer. Konsa unterzeichnete im März 2017 einen neuen Dreijahresvertrag bei den „Addicks“ und er bestätigte in der Saison 2017/18 mit 47 Pflichtspieleinsätzen seine Position als Stammkraft. Der ersehnte Wiederaufstieg blieb Charlton jedoch durch die Play-off-Halbfinalniederlage gegen Shrewsbury Town verwehrt und nur kurze Zeit später verließ Konsa den Klub im Juni 2018 in Richtung Westlondon zum FC Brentford.

### FC Brentford
Die Ablösesumme betrug Medienberichten zufolge circa 2,5 Millionen Pfund und bei dem Zweitligisten war Konsa in der Saison 2018/19 durchgängig Stammspieler in der Innenverteidigung. Am letzten Spieltag schoss er beim 3:0-Sieg gegen Preston North End sein erstes Ligator.

### Aston Villa
Im Juli 2019 wechselte Konsa zum Erstligaaufsteiger Aston Villa, wobei er sich ein weiteres Mal Trainer Dean Smith anschloss, der ihn schon zum FC Brentford geholt hatte.

### Nationalmannschaft
Konsa, der Sohn eines kongolesischen Vaters und angolanischer Mutter ist, spielte für diverse englische Auswahlmannschaften. Er stand 2017 im Kader des englischen U-20-Nachwuchs, der die U-20-Weltmeisterschaft in Südkorea errang. Im Jahr darauf gewann er mit der U-21 das Turnier von Toulon, ohne jedoch wie bereits beim U-20-Titel über die Rolle des Ersatzmanns nicht hinausgekommen zu sein. Bei der U-21-Europameisterschaft 2019 gehörte er ebenfalls dem englischen Kader an, wurde jedoch nur in der sportlich bedeutungslosen letzten Partie in der Gruppenphase gegen Kroatien eingewechselt.
Im März 2024 nominierte ihn Nationaltrainer Gareth Southgate erstmals in den Kader der englischen A-Nationalmannschaft, in der er daraufhin beim anschließenden Freundschaftsspiel gegen Brasilien debütierte. Im Sommer 2024 wurde er in den englischen Kader für die Europameisterschaft berufen.

## Titel/Auszeichnungen
Titel mit englischen Auswahlmannschaften
- U-20-Fußball-Weltmeisterschaft: 2017
- Turnier von Toulon: 2018